# Carmen Berenguer
Carmen Berenguer (Santiago del Cile, 9 settembre 1946 – Santiago del Cile, 16 maggio 2024) è stata una poetessa, giornalista e artista multimediale cilena, figura di spicco della poesia cilena fin dagli anni '80, insignita del Premio Iberoamericano di Poesia Pablo Neruda nel 2008.

## Biografia
Figlia di genitori separati, crebbe con la madre e una prozia, vivendo principalmente in vecchie pensioni e quartieri popolari di Santiago negli anni '40 e '50. Capì di essere una poetessa in gioventù, scrivendo "ciò che non poteva comunicare con altri mezzi".
Prima di pubblicare la sua prima raccolta di poesie, Berenguer si recò due volte negli Stati Uniti con suo marito, lo scienziato Carlos Jerez. La prima, nel 1969, quando lo accompagnò a fare un dottorato a Iowa City. La seconda volta, nel 1979, si recò nel New Jersey per raggiungere il coniuge lì per motivi di studio, ma anche per "allontanarsi dall'orrore del Cile".

### Nella dittatura militare
Appartenne al gruppo di poeti che fecero irruzione nella letteratura negli anni '80, nel pieno della dittatura di Augusto Pinochet. Membro attivo della scena bohémien di quei tempi, frequentò abitualmente il bar Jaque Mate. Dei ricordi di quei tempi disse: "Ho trascorso del tempo lì. Lo scacco matto è stato un baccanale. Ci siamo trovati bene. Sono venuti tutti: Los Prisioneros, Beto Cuevas, il rock, i muralisti, sono venuti tutti... Nello "Scacco Matto" sono state discusse le performance che abbiamo fatto. In questo senso, ha sostituito l'accademia, che si era trasferita da Mulato Gil a Jaque Mate".
Fu in quegli anni che Berenguer diventò un personaggio imprescindibile nel panorama poetico cileno quando pubblicò tre opere: Bobby Sands sviene sul muro (1983) – un libro dove la poetessa rese omaggio al poeta irlandese morto in uno sciopero della fame e in cui ella ricostruì il percorso del rivoluzionario verso la morte –; Huellas de siglo (1986) e A media asta (1988).
Durante la presentazione di quest'ultimo libro, l'irriverente duo Las Yeguas del Apocalipsis (formato da Francisco Casas e Pedro Lemebel) effettuò una delle sue prime esibizioni. Amica di questo collettivo, Berenguer partecipò anche con loro alle azioni artistiche conosciute come "Rifondazione dell'Università del Cile" (1988), "San Camillo stellato" (1989) e "Tu dolor dice: minado" (1993).
Allo stesso tempo, fu redattrice delle riviste Hoja X Ojo (1984) e Al Margen (1986) e una delle organizzatrici del Primo Congresso di Letteratura Femminile (1987). Nell'ottobre 1989 partecipò a Stoccolma, in Svezia, al Festival Internazionale di Poesia: La Ricostruzione del Tempo, organizzato dal poeta Sergio Badilla Castillo e dallo scrittore Sun Axelsson.

### Nella democrazia
Negli anni '90 pubblicò due libri: la raccolta di poesie Sayal de pieles e Naciste pintada, in cui utilizzò lettere dalle prigioni e testimonianze di bordelli.

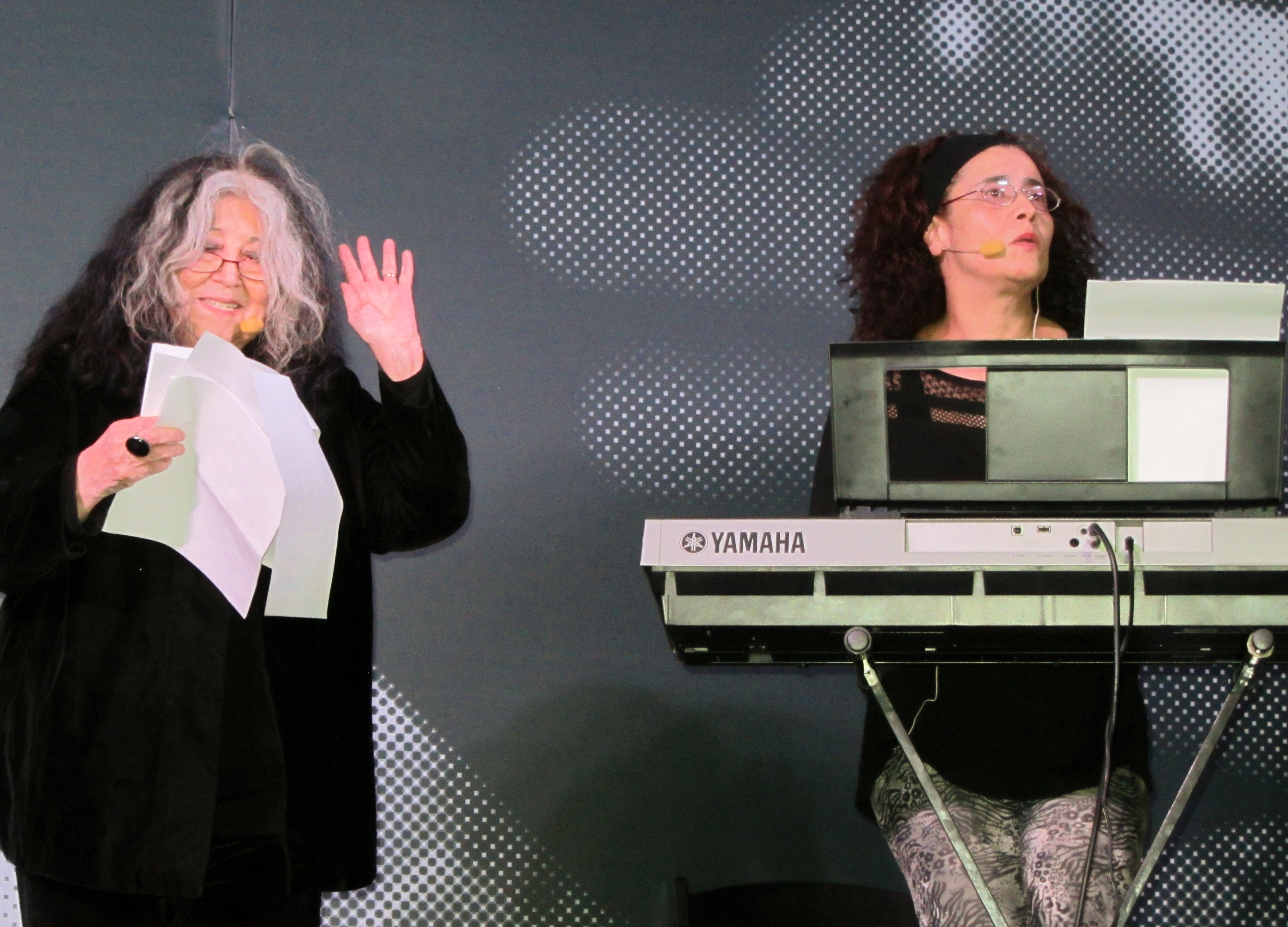
La poetessa cilena Berenguer durante un recital con la musicista Carolina Jerez, 2015

Nel XXI secolo, continuò a pubblicare e venne premiata con il Premio Iberoamericano di Poesia Pablo Neruda – la seconda donna e la prima cilena a vincerlo – e con la sua nomination per il Premio Nazionale di Letteratura. Le sue poesie furono raccolte in diverse antologie e tradotte in diverse lingue. Si cimentò nella cronaca, nelle performance individuali e nell'arte audiovisiva, mettendo in evidenza il documentario Delito y traición, discorso sulle donne nella politica e nell'arte, che presentò nel 2003 al Congresso Nazionale.
La critica Eugenia Brito sottolineò anche che "il contributo di Berenguer alla letteratura cilena consiste nella rottura del verso, da un lato con la scrittura graffita, che riecheggia, urla, testimonianza di tortura. La scrittura sembra poi soffrire dello stesso rigore della fame: è breve, ma esauriente ed efficace. D'altra parte, Berenguer imita l'oralità, la forma più aperta di linguaggio comune e attuale in poesia".
Berenguer soffrì inoltre di un cancro che la tenne per un periodo lontana dalle attività pubbliche, a cui però tornò una volta superata la malattia. Nel 2012 fu eletta presidente della Società degli Scrittori del Cile (Poli Délano, che venne eletto per primo avendo ottenuto la maggioranza, rifiutò di guidare la Sech); Berenguer condivise il secondo posto con Víctor Sáez, che la sostituì nell'aprile 2013, lasciandole il ruolo di vicepresidente. Venne rieletta nel 2015 per la stessa posizione.
Nel 2016 e nel 2020 fu candidata al Premio Nazionale di Letteratura, con il sostegno di un gran numero di artisti, intellettuali e lettori in generale.
Durante i suoi ultimi anni, Berenguer alternò la sua residenza tra la località balneare di Las Cruces e il suo appartamento negli edifici Turri, in Plaza Baquedano, a Santiago. Da lì, assistette agli eventi dell'epidemia sociale, un'esperienza che riflesse nel suo libro Plaza de la Dignidad (2020), un libro con incluse poesie e cronache del periodo, oltre a registrazioni visive.
Nel 2022 perse il figlio più giovane, Carlos Jerez. Tuttavia, continuò la sua attività letteraria e ricevette il Premio del Patrimonio Letterario e Culturale della Fiera Internazionale del Libro di Santiago. Nello stesso anno fu presentato in Messico Plaza Tomada. Poesía (1983-2020), pubblicazione della sua raccolta poetica, a cura dell'Università autonoma del Nuevo León. Nel 2023 le fu conferito il Premio Regionale per le Culture di Valparaíso.

### Morte
Carmen Berenguer morì all'Ospedale Clinico dell'Università Cattolica, a Santiago, il 16 maggio 2024 all'età di 77 anni. La sua veglia funebre si tenne a La Chascona, la casa-museo del poeta Pablo Neruda.

## Opere

### Poesia
- Bobby Sands desfallece en el muro, EIC Producciones Gráficas, Santiago, 1983
- Huellas de siglo, Sin Fronteras, Santiago, 1986 (ristampa: Editorial Cuneta Santiago, 2010)
- A media asta , Cuarto Propio, Santiago, 1988
- Sayal de pieles, Francisco Zegers Editore, 1993
- Naciste pintada, Cuarto Propio, Santiago, 1999 (Ristampa: Fondo de cultura económica, 2024)
- Mama Marx , LOM, Santiago, 2006
- La Casa della Poesia, Mago Editores / Carajo, 2008
- Maravillas pulgares, Librosdementira, Santiago, 2012
- Mi Lai, Mago Editores, Santiago, 2015
- Opera poetica, Cuarto Propio, Santiago, 2018

### Saggi e cronaca
- Scrivi sui bordi. Congresso Internazionale di Letteratura Femminile Latinoamericana, Cuarto Propio, Santiago, 1987
- Lo sguardo nascosto, Museo d'Arte Contemporanea, Santiago, 1994
- Cronache in transizione, Ediciones Universidad de Talca, Talca, 2019

### Varie
- Plaza de la Dignidad, cronache, poesie e documentazione fotografica, Mago editores, Santiago, 2020

### Antologie
- La gran hablada (raccoglie i suoi primi tre libri nella loro interezza), Cuarto Propio, Santiago, 2002
- Chiiit, son las ventajas de la escritura, antologia, con un prologo di Raquel Olea; LOM, Santiago, 2008
- Venid a verme ahora, poesie scelte, Mago Editores, Santiago, 2012
- Lásbica, Ediciones Liberalia/Fundación Pablo Neruda, Santiago, 2018
- A New Relief, (riunisce i libri Bobby Sands sviene sul muro, A media asta e Sayal de pieles), UDP, Santiago, 2020

## Premi e riconoscimenti
- Guggenheim Fellowship (1997)
- Premio Iberoamericano di Poesia Pablo Neruda 2008
- Premio alla carriera della Fondazione Naji Naaman per la cultura gratis (Libano) (2014)[20]
- Premio alla carriera al Festival di Poesia La Chascona (2017)[21]
- Premio per il Patrimonio Letterario e Culturale della Fiera Internazionale del Libro di Santiago (2022)
- Premio regionale Valparaíso per le culture e le arti (2023)